# 已讀不回的戀人
《已讀不回的戀人》（英語：See You in Time），2017年三立華人電視劇週日十點檔系列的第四十二部作品，也是三立華劇第三部穿越劇，首部以「自行車」為主題的作品。由鍾承翰、蔡黃汝、邱昊奇、小薰領銜主演，由童心娛樂製作有限公司製作。於2017年9月23日開拍，11月14日開鏡，2018年3月20日殺青。台視於12月10日晚上10點首播，三立都會台於12月16日晚上10點播出，台視於2018年4月8日播出最終回，全劇共16集。劇末播出幕後花絮《已讀不回聊天室》播放漏網鏡頭，戲末後會在Vidol影音頻道上傳播出。接檔《噗通噗通我愛你》。

## 播出時間

### 首播
| 頻道/影音             | 所在地             | 播出日期       | 播出時間                |
| --------------------- | ------------------ | -------------- | ----------------------- |
| 台視主頻              | 臺灣               | 2017年12月10日 | 每週日 22:00－23:30     |
| Vidol                 | 臺灣               | 2017年12月10日 | 每週日 23:30上架        |
| 愛奇藝                | 臺灣               | 2017年12月11日 | 每週一 00:00上架        |
| 三立都會台            | 臺灣               | 2017年12月16日 | 每週六 22:00－23:30     |
| viki                  | 歐洲 · 美洲 · 印度 | 2017年12月10日 | 每週日 24:00上架        |
| 華語劇台              | 香港               | 2018年2月3日   | 每週六 13:00－14:30     |
| HUB都會台             | 新加坡             | 2018年3月4日   | 每週日 22:15－23:45     |
| Astro双星 Astro双星HD | 马来西亚           | 2018年5月9日   | 星期一至五 16:00－17:00 |
| Youtube               | 部分地區           | 2018年6月11日  | 未知上架時間            |

### 重播
| 頻道       | 所在地 | 播出日期                     | 播出時間            |
| ---------- | ------ | ---------------------------- | ------------------- |
| 台視主頻   | 臺灣   | 2017年12月16日               | 每週六 23:45－01:20 |
| 台視主頻   | 臺灣   | 2017年12月17日               | 每週日 13:00－14:30 |
| 三立都會台 | 臺灣   | 2017年12月17日 （至1月28日） | 每週日 03:00－04:30 |
| 三立都會台 | 臺灣   | 2017年12月29日 （至1月5日）  | 每週五 22:00－23:30 |
| 三立都會台 | 臺灣   | 2017年12月30日 （至1月6日）  | 每週六 03:00－04:30 |
| 三立都會台 | 臺灣   | 2018年1月5日 （至1月12日）   | 每週五 17:00－18:30 |
| 三立都會台 | 臺灣   | 2018年2月3日                 | 每週六 18:30－20:00 |
| 三立綜合台 | 臺灣   | 2018年2月18日                | 每週日 22:00－23:30 |
| 三立綜合台 | 臺灣   | 2018年2月24日                | 每週六 05:00－06:30 |
| 三立綜合台 | 臺灣   | 2018年2月24日                | 每週六 14:00－15:30 |
| 華語劇台   | 香港   | 2018年2月3日                 | 每週六 16:30－18:00 |
| 華語劇台   | 香港   | 2018年2月3日                 | 每週六 20:00－21:30 |
| 華語劇台   | 香港   | 2018年2月3日                 | 每週六 23:30－01:00 |

## 劇情大綱
磁場週期驟變，一場太陽黑子異象，開啟一段時空情緣...
一封來自未來的神秘簡訊，預告了自行車好手馮影（鍾承翰 飾）因為相愛而面臨死亡的命運，兩人想靠真愛扭轉這個命運...
享譽國際的自行車好手馮影，從國外返台參加公益賽事，並且宣布為了要復活神影車隊，參加環台賽，想奪得冠軍寶座，而留在台灣一年，實現當年外公跟母親來不及實現的夢想。
馮影回台的第一天就遇上因為太陽黑子劇烈活動而引發的意外，手機當下自動當機，重新開機後卻收到詭異的訊息，簡訊內容竟然是思念他的情話，傳訊息的人居然是在眼前送錯包裹的快遞妹季紫琪（蔡黃汝 飾），馮影、紫琪當場吵架，而兩人分開後，馮影又收到了紫琪的訊息，馮影發現了一件事情，這些訊息竟然都來自2019年...
馮影與好友韓森（楊銘威 飾）證實了這些簡訊的真實性，但是他搞不懂這封簡訊為什麼是傳給情人的，自己的眼光何時變得這麼低，竟然會愛上眼前這個快遞妹，為了瞭解真相，馮影決定讓快遞妹季紫琪成為他的助理，以便了解到底未來發生了什麼事情。只是最重要的事是，馮影想拉兩個車手小龍、永澤進神影隊，但他們目前合約還在颶風隊手上，而且他們兩個對馮影似乎還有不小的敵意...
時間來到2019年，這時的紫琪打開手機，發現簡訊已讀...

## 演員列表

### 主要演員
| 演員   | 角色   | 年代           | 介紹 | 登場集數                        |
| 鍾承翰 | 馮影   | 2017－2018年   | 29歲，英文名字Shadow，綽號Chief、小影，神影自行車隊隊長，也是美國UA自行車隊主攻車手，是位全能衝線型車手，曾在美國拿下登山王冠軍，馮星宇同父異母的哥哥，萊德生技集團董事長非婚所生的孩子，萊德生技年度代言人，季紫琪的男友。 頭腦清楚、精準聰明，因為擁有化工工科的背景，讓他邏輯清楚、組織能力強大，並且很有耐心，也有自行車手不到終點絕不放棄的「運動精神」，在人格上、行事上會想要「拚到底」，而不顧一切想達成目標的「任性」。帥氣的外表，勝過其他自行車手，所以常被女生看上，當然紫琪也是其中一位。從國外返台參加公益賽事，並且宣布要留在台灣一年，復活神影車隊，參加環台賽，想奪得冠軍寶座，實現當年自己的外公與母親來不及實現的夢想。而在回台的第一天，就遇到太陽黑子劇烈活動，手機當下自動當機，重新開機後，卻收到剛剛送錯包裹的快遞妹季紫琪的訊息，簡訊內容竟然是從2019年傳來思念他的詭異情話，但這些訊息也一一驗證，全部都發生了，也因此多次在危險瞬間存活。神影隊為了要贏得環台賽冠軍，而出發至環台賽比賽場地練習，但在沈淑真過世的急左拐路段，突然讓PTSD發作起來。膝蓋曾經受傷，而在美國UA車隊的成績也有下滑，這也是自己除了彎道的另一個陰影。因為得知未來自己跟紫琪在一起會死的訊息，而把紫琪推開，但在推開紫琪之後，未來訊息消失了，以為未來自己能跟紫琪過著幸福的日子，又把紫琪追了回來，未來訊息卻又出現在手機中，後來以傳紙條，成功與2020年的季紫琪聯絡，在贏下環台賽後，跟季紫琪求婚，但在婚禮當天，為了幫季紫琪擋下馮錦榮開的槍而死，星宇也因內疚之前殺了紫琪爸爸季風，而開槍自殺身亡。 | 全劇                            |
| 鍾承翰 | 馮影   | 2019年－2020年 | 原本的未來、馮影第二次改變未來後： 31歲，季紫琪的未婚夫，在與紫琪的婚禮中，回到車上拿忘掉的戒指，車子卻發生爆炸而意外身亡，享年31歲(1988年1月5日－2019年4月)。也是因此，現時的他才能收到未來訊息。馮影第一次改變未來後： 31歲，與神影隊緬懷被宋薇薇殺害的紫琪，在韓森的幫助下傳訊息給2018的紫琪。紫琪改變過去後： 雖然馮星宇和宋薇薇依然結婚，而自己卻與紫琪成為陌生人，但是後來在韓式咖啡廳碰面時，兩人對彼此都產生好感。 | 1,3,6-9 (夢境/照片/墓園), 10,16 |
| 蔡黃汝 | 季紫琪 | 2017－2018年   | 24歲，前OCS國際快遞工讀生，現任台灣神影車隊助理，馮影的女友。個性偏中性、大剌剌，是個吃貨，對感情零敏銳度。 看似可愛的女人，但實際上卻是標準的「理科」女，腦袋裝得比浪漫更多的是實事，聽愛情故事時而陶醉的時間遠遠小於抓邏輯合不合理的時間。在公益賽事時，送錯包裹撞到馮影，而差點害馮影無法贏得比賽，後來應徵加入神影車隊當助理，馮影因為想要認證未來訊息就答應了。 | 全劇                            |
| 蔡黃汝 | 季紫琪 | 2019－2020年   | 原本的未來、馮影第二、五次改變未來後： 26歲，馮影的未婚妻，但對意外過世的馮影念念不忘，而傳簡訊給他，卻被太陽黑子影響，訊息傳送到了2017年馮影的手機中，發現訊息已讀，後來想起了未來訊息，再傳訊息給2018年的馮影，而馮影傳紙條，讓兩個不同時間的人成功聯絡。馮影第一次改變未來後： 26歲，馮星宇的未婚妻，因為搶走宋薇薇的愛人，而被宋薇薇槍殺身亡，於2019年4月下旬死亡。馮影第三、四次改變未來後： 因為2018年，因為公車意外死亡，而2020年的身體慢慢消失。馮影第六次改變未來後： 星宇在2018年感染Atlas，需要特效藥才能醫治，但因為他把實驗室資料燒毀，在過世後12小時，才能重新研發特效藥，所以在2020年傳送配方至2018年，幫助推出改良版特效藥。紫琪改變過去後： 薇薇將手機摔壞，自己無法傳送訊息給2018的馮影，但薇薇卻傳送訊息給星宇，而發現可以用星宇的手機傳送訊息，並用星宇的手機傳送訊息給18年前的季風，使他們的悲劇都改變了。改變後雖然馮星宇和宋薇薇依然結婚，而自己卻與馮影成為陌生人，但是後來在韓式咖啡廳碰面時，兩人對彼此都產生好感。 | 1,3,5-10,12-16                  |
| 邱昊奇 | 馮星宇 | 2017－2018年   | 28歲，萊德生技集團執行長，神影車隊背後支持者，宋薇薇未婚夫，心機雙面男，馮影的同父異母的弟弟，萊德生技董事長的二兒子，是唯一結婚生的孩子。 如果說哥哥馮影是太陽，自己就像是月亮，嚴謹陰暗的個性，內心讓人難以看穿，做出的事自己都會先經過一次又一次的沙盤推演後，才會真正的開始行動，也就因為這樣的個性，再加上錦榮給自己的資源，而很快的就當上了萊德生技集團最年輕的執行長，並繼承了父親的科學精神，曾幫助研究藥物、疫苗及保健產品，但也包括仍未審批的違禁藥物，可是因為從來沒有被父親重視，加上馮影也沒興趣繼承萊德的生意，所以對兩人非常不滿，並想要害神影車隊，甚至找到沈清想把他藏起來，卻被馮影發現。在紫琪準備萊德的面試時，被紫琪認為也是來萊德面試的人，也漸漸跟紫琪從「陌生人」變成好朋友，甚至愛上了紫琪，最後知道紫琪在神影車隊工作，還是自己最討厭的哥哥之女友，自己卻感染Atlas病毒。 | 1,3-16                          |
| 邱昊奇 | 馮星宇 | 2019年－2020年 | 原本的未來、馮影第二、五至八次改變未來後： 30歲，宋薇薇丈夫，陪紫琪一起拜沈清的墓，但在離開墓園後，因為2017年的馮影和季紫琪找到沈清，自己想要成為萊德的唯一繼承人，薇薇為了此事殺害馮影，而就變成馮影的墓碑，但後來，馮影死因一直被改變，從被殺手撞死，到星宇和馮影都被余彼得槍殺。馮影第一次改變未來後： 30歲，季紫琪的未婚夫，紫琪卻在婚禮被宋薇薇殺害。紫琪改變過去後： 與哥哥的感情很好，成為好兄弟，也跟薇薇結婚。 | 7,9-10,16                       |
| 小薰   | 宋薇薇 | 2017－2018年   | 26歲，朝日醫院千金、前神影車隊隨隊醫生、營養師 ，馮星宇未婚妻，擁有高學歷及美麗的外表，而有人氣女神、陽光女神、醫院女神等的女神綽號。 為愛瘋狂，外表看起來跟別人相處很好，但內心卻是陰暗的、與外表大不同。從小就活在兩個世界中，一個是別人眼中看到的，演藝與醫界豪門的孩子，但另一個真相是，父親毆打母親，而母親無法控制的喝酒，因此以強身自衛為由練習拳擊，明白自己就像是活在兩個世界之間的幽魂，只有星宇是唯一的真愛。到神影車隊當營養師，其實目的是想要幫助馮星宇，偷偷打聽神影隊的弱點，並讓朝日集團收購颶風車隊，才辭掉在神影的工作。 | 4-16                            |
| 小薰   | 宋薇薇 | 2019年－2020年 | 原本的未來、馮影第二、五次改變未來後： 28歲，馮星宇妻子，參加紫琪與馮影的婚禮。馮影第一次改變未來後： 28歲，失去馮星宇傷心不已，而在星宇與紫琪的婚禮槍殺季紫琪。馮影第八次改變未來後： 因紫琪調查事件，造成星宇馮影出事，而摔毀紫琪手機，也因此誤殺星宇和馮影，就是兇手JO（注音輸入法，ㄨㄟ ㄨㄟ）紫琪改變過去後： 將紫琪的手機摔壞，紫琪無法傳送訊息給2018的馮影，但自己卻傳送訊息給星宇，而讓紫琪發現可以用星宇的手機傳送訊息，並用星宇的手機傳送訊息給18年前的季風，使他們的悲劇都改變了，改變後與馮星宇感情穩定，也順利結婚。 | 9-10,15-16                      |

### 其他演員
| 演員   | 角色   | 年代         | 介紹 | 登場集數         |
| 楊銘威 | 韓森   | 2017－2018年 | 28歲，英文名字Hanson，馮影和神影車隊的專屬經紀人，馮影的好朋友，唐玉珍的男友。 與馮影小時候就是好朋友，個性心胸寬大、隨和、活潑有趣，與紫琪的好閨蜜唐玉珍個性相似，而產生戀情。 | 1-6,8-13,15-16   |
| 楊銘威 | 韓森   | 2019－2020年 | 原本的未來、馮影第二、五次改變未來後： 30歲，馮影的伴郎，看見馮影因汽車爆炸身亡。馮影第一次改變未來後： 30歲，與神影隊緬懷被宋薇薇殺害的紫琪，並幫2019年馮影想辦法傳送訊息給2018的季紫琪。馮影第四次改變未來後： 30歲，季紫琪在他眼前消失。紫琪改變過去後： 萊德生技公關人員，因為在百貨公司買領帶遇見玉珍，並對她一見鍾情，還發現她也在萊德工作，而決定展開追求。 | 9-10,12-13,16    |
| 劉宇珊 | 唐玉珍 | 2017－2018年 | 23歲，萊德生技公關專員、神影車隊的公關指導員，紫琪的高中同學、好閨蜜，韓森的女友。 從小就是美人，卻並不會因此驕傲，雖然追求者很多，但每次被告白時，都會因為莫名其妙的原因而失敗。自稱戀愛經驗豐富，能說出一嘴愛情教戰守則，個性與韓森相似，而跟韓森有段歡喜冤家的情感，在萊德撤掉對神影的贊助後，調職至新加坡。 | 1-6,9-13         |
| 劉宇珊 | 唐玉珍 | 2019年       | 原本的未來、馮影第二次改變未來後： 25歲，季紫琪的伴娘。紫琪改變過去後： 萊德生技公關人員，因為在百貨公司遇見買領帶的韓森，韓森對自己一見鍾情，也發現自己與他同在萊德工作，韓森決定展開追求。 | 9,12             |
| 林埈永 | 葉育平 | 2017－2018年 | 29歲，綽號小葉，馮星宇的特助，跟著星宇多年，是得力助手。 表面上雖然對星宇很好，但實際上是馮錦榮安排在星宇身邊監視，把星宇的一舉一動都告訴馮錦榮。 | 1,3-4,8,11-12,14 |
| 管麟   | 鍾小龍 | 2017－2018年 | 23歲，颶風自行車隊隊員→神影自行車隊隊員，衝刺破風型車手，兼差搬運工人，原本是颶風隊板凳選手兼第二機械手。 曾是位沈清的學生，個性衝動、單純善良，自我感覺良好的中二病患者，所以對自己的外貌很自信，很渴望談戀愛。家境窮困，曾因繳付父親的手術費而借錢，被迫在馮影的單車上動手腳。腿部力量比較弱，爆發力也不是很強，卻被馮影選為助攻手，而引發大維不滿，後在主攻手爭奪戰，被大維重奪位置。 | 1-16             |
| 管麟   | 鍾小龍 | 2019年       | 原本的未來、馮影第二次改變未來後： 25歲，參加紫琪與馮影的婚禮。馮影第一次改變未來後： 25歲，與神影隊緬懷被宋薇薇殺害的紫琪。 | 9-10             |
| 賴東賢 | 王永澤 | 2017－2018年 | 23歲，颶風自行車隊隊員→神影自行車隊隊員，爬坡及耐力型破風手，原本是颶風隊板凳選手兼水壺工，自家居酒屋的雜工。 曾是沈清的學生，心地善良不計較，走到哪裡都是開心果，也是鬼點子王，常會靈光一閃，想出一些好點子，卻看不懂別人臉色，在大維不滿小龍能當助攻手時開一些玩笑。整體能力不俗，只是喜歡在練習時躲在後面，讓其他人幫忙破風。 | 1-16             |
| 賴東賢 | 王永澤 | 2019年       | 原本的未來、馮影第二次改變未來後： 25歲，參加紫琪與馮影的婚禮。馮影第一次改變未來後： 25歲，與神影隊緬懷被宋薇薇殺害的紫琪。 | 9-10             |
| 英承晞 | 艾立   | 2017－2018年 | 23歲，萊德自行車隊隊員→神影自行車隊隊員，強力型車手兼機械手，神影美國UA車隊隊友，富家子弟。 個性天真，常做白目的事讓人注意，但因為有錢玩車，加上天分，所以很了解任何自行車機械上的問題。爆發力強，但肌耐力是全隊最差，不能久站騎車。在環台賽拿下第一站冠軍。 | 1-16             |
| 英承晞 | 艾立   | 2019年       | 原本的未來、馮影第二次改變未來後： 25歲，參加紫琪與馮影的婚禮。馮影第一次改變未來後： 25歲，與神影隊緬懷被宋薇薇殺害的紫琪。 | 9-10             |
| 金在勳 | 簡大維 | 2017－2018年 | 23歲，萊德自行車隊隊員→神影自行車隊隊員，耐力型車手，馮影美國大學的學弟。 對馮影忠心耿耿，為了幫馮影回台重建神影車隊，從美國電機研究所休學一年回台灣幫忙，精通網路、電子程式。因為是耐力型車手，擅長變速留力，但整體爆發力比較弱，不滿馮影沒選自己當助攻手，而是選小龍。當小龍決定比賽對決後，自己成功贏回位置，但也表示自己和艾立不能回美國準備環法賽，且被美國UA車隊開除。在環台賽前，肺活量和體能嚴重下降，原本疑似患上Atlas病毒，但其實是運動時過度換氣，以致肺通氣量不足。曾被邱承儒送上紅血球生成素（EPO，隱形禁藥），但沒有使用。                                  | 1-16             |
| 金在勳 | 簡大維 | 2019年       | 原本的未來、馮影第二次改變未來後： 25歲，參加紫琪與馮影的婚禮。馮影第一次改變未來後： 25歲，與神影隊緬懷被宋薇薇殺害的紫琪。 | 9-10             |
| 楊鎮   | 周立豹 | 2017－2018年 | 28歲，颶風自行車隊隊長、衝線手，是位衝刺型車手， 但擅長山路，綽號西門豹、豹哥。 借用家中的資源，成立颶風自行車隊，帶領颶風成為「台灣第一」自行車隊。不想只因為朝日集團是颶風車隊的最大贊助商，而讓宋薇薇有意收購颶風車隊。與馮影重賽後留下紙條，要馮影提高警覺注意宋薇薇，也暗示自己已經不是颶風自行車隊隊長。 | 1-3,8,10, 13-16  |
| 林敬倫 | 麥可   | 2017－2018年 | 23歲，颶風自行車隊隊員，衝刺型選手。 是颶風車隊內的智多星，也是豹哥的副手，出入夜店，吃喝玩樂也都有份。看似跟豹哥一起出氣，其實內心細膩，因為了解豹哥兇狠外表下對自行車的真心，所以對豹哥總是無條件的相挺。 | 1-3,16           |
| 黃柏峰 | 小新   | 2017－2018年 | 23歲，颶風自行車隊隊員，強力型車手。 個性心高氣傲，對自行車很執著，用盡辦法要站上頂尖。非常崇拜豹哥，並為了豹哥而加入颶風隊，在小龍、永澤去到神影隊後，與大賀兩人一起接收了水壺工的工作。 | 1-3,16           |
| 杜季祥 | 大賀   | 2017－2018年 | 23歲，颶風自行車隊隊員，耐力型選手。 個性陽光開朗，認真熱情，對幾位大哥忠心耿耿。在團體內總是像老么，偶爾會被大哥們捉弄，卻也備受保護疼愛。 | 1-3,16           |
| 鍾亞翰 | 金城   | 2017－2018年 | 23歲，颶風自行車隊隊員，爬坡型選手兼機械手。 個性單純、衝動，兄弟們喊衝了就會為了義氣而上。對金城來說，苦差事都可以交給自己，在颶風車隊裡，是最樸實的一員，對於任何玩樂活動都沒有興趣，就算去了也是坐在角落發呆。 | 1-3,16           |
| 王道   | 馮錦榮 | 2017－2018年 | 馮影、馮星宇的父親，萊德生技集團董事長，前生化研究員，曾是神影隊隊員。因為與季風起爭執，而讓季風撞破頭身亡，也被沈清認作為殺死季風的兇手。在2018年1月5日（馮影生日）當天，因癌細胞惡化而住院，在2019年，原本因罹患癌症而過世。 | 4,6-7,11-16      |
| 米凱莉 | 吳霞   | 2017－2018年 | 季紫琪的母親，季風的妻子，綽號Kelly、阿霞。以為紫琪在萊德當研究員，與馮錦榮有多年的交情，現在在鄉下開美髮店。紫琪改變過去後： 跟季紫琪掃墓，季風因病離世，但他有陪著紫琪長大成人。 | 6-8,13-16        |
| 張復健 | 沈清   | 2017－2018年 | 75歲（1942年5月18日生），沈淑真的父親，神影車隊第一代教練和創辦人，因為病重而留院休養，患有，所以常常把馮影誤認為季風。擅長人體素描，筆名SQ （Shen Qing）。其實不喜歡馮家，因為沈淑真是被馮錦榮從季風身邊搶走的。也因為間接害沈淑真心臟病故，馮影一直對自己懷恨在心，但其實自己未能原諒淑真未婚生子而後悔不已。2017年10月5日原本會過世，但因為馮影提早找到自己而保命，被薇薇從療養院調到朝日醫院，再被季紫琪接到老家，由紫琪媽媽照顧，後來想起2002年季風的手機也受到太陽黑子影響，當天就是自己的生日。紫琪改變過去後： 與女兒沈淑真解開恩怨，跟馮影、淑真過著幸福的日子。 | 6-7,13-16        |

### 客串演員
| 演員   | 角色     | 介紹 | 登場集數                |
| 洋蔥   | 洋蔥     | 紫琪在路邊撿到的一隻母幼犬，並收養。 | 1-2,4,6-8,12-13         |
| 陳建安 | 陳建安   | 公益自行車賽主播。 | 1                       |
| 仇多明 | 仇多明   | 公益自行車賽講評，前香港自行車隊國家級教練。 | 1                       |
| 李俊諺 | 隊員     | 萊德自行車隊員之一。 | 1                       |
| 王胤之 | 隊員     | 萊德自行車隊員之一。爬坡型助手。 | 1                       |
| 宋威鋐 | 隊員     | 萊德自行車隊員之一。 | 1                       |
| 謝其文 | 謝老闆   | 洗衣店老闆。對台灣自行車競賽歷史了如指掌。季紫琪的前快遞熟客，季風的粉絲。 | 1                       |
| 郭鐵人 | 季風     | 季紫琪的父親。前神影自行車隊隊長及主將，全能衝刺型車手。受傷退役後成為萊德生技研究員，2002年，因為在實驗室與馮錦榮爭執而撞破頭後，星宇讓實驗室爆炸而離世紫琪改變過去後： 收到2020年季紫琪的訊息，因此沒有去萊德實驗室，把未來徹底改變，在沈清教練生日3天後將研發成功無特定DNA問題的Atlas藥給馮錦榮才上市，也陪著紫琪長大成人，在2010年因病而去世。 | 1                       |
| 郭鐵人 | 季風     | 季紫琪的父親。前神影自行車隊隊長及主將，全能衝刺型車手。受傷退役後成為萊德生技研究員，2002年，因為在實驗室與馮錦榮爭執而撞破頭後，星宇讓實驗室爆炸而離世紫琪改變過去後： 收到2020年季紫琪的訊息，因此沒有去萊德實驗室，把未來徹底改變，在沈清教練生日3天後將研發成功無特定DNA問題的Atlas藥給馮錦榮才上市，也陪著紫琪長大成人，在2010年因病而去世。 | 6-7,11, 13,15-16 (回憶) |
|        | 小紫琪   | 小時候的季紫琪。 | 1,7 (回憶)              |
| 張崇玹 | 陳民旭   | 超市歹徒，原本把季紫琪刺死，但她被馮影救活，把自己弄傷。後來被警方逮捕後越獄，刺死有心臟病的超市店員，也把紫琪抓走，本來在馮影的夢中，他會把季紫琪刺死，但在一輪爭鬥後，被警察逮捕。 | 2,9                     |
| 姚蕾   | 化妝師   | 幫馮影化妝。 | 3                       |
| 游否希 | 導演     | 幫神影隊拍攝廣告的導演。 | 3                       |
| 巴巴烙 | 副導演   | 幫神影隊拍攝廣告的副導演。 | 3                       |
| 林舒語 | 沈淑真   | 馮影的母親，沈清的女兒，神影隊前教練兼經理，也是車隊正式創辦人。曾是季風的女友，但因為季風的優柔寡斷，而與馮錦榮結婚。因心臟病而病逝，事故地點剛好是神影車隊在2017年練習環台賽第2天的急左拐，也是馮影因為患有PTSD未能突破的路段，小時候也是學習騎車的路段。紫琪改變過去後： 跟爸爸沈清解開恩怨，並與馮影三人一起過著幸福的日子。 | 4(照片) 6-7,15-16(回憶) |
| 劉書宏 | 彭孝彬   | La Mure店總經理， 2019年依然在同一職位，跟季紫琪一樣想念馮影。（為《極品絕配》角色） | 4-5                     |
| 張崇玹 | 討債老大 | 向小龍討債的老大。 | 4-5                     |
| 洪亘   | 討債小弟 | 向小龍討債的小弟。 | 4-5                     |
| 徐明鴻 | 討債小弟 | 向小龍討債的小弟。 | 4-5                     |
| 陳宥良 | 拳擊教練 | 在練習賽把宋薇薇擊下，其後差點被宋薇薇擊倒。 | 4                       |
| 李得全 | 宋父     | 宋薇薇的父親，家暴薇薇。 | 4                       |
| 李得全 | 宋父     | 宋薇薇的父親，家暴薇薇。 | 5 (回憶)                |
| 莊晴晴 | 小薇薇   | 小時候的宋薇薇，被爸爸家暴，好險有星宇的陪伴。 | 4-5,11-12 (回憶)        |
| 陳羽翔 | 小星宇   | 小時候的馮星宇，從小已默默地守護宋薇薇，也知道她被她的爸爸虐打的情況。後來也因為馮影遺傳到爸爸的騎車天賦，反而令他感到壓力，而對騎單車反感。 | 5-7,11-12 (回憶)        |
| 詹鎧聿 | 小馮影   | 小時候的馮影，因弟弟馮星宇幫薇薇逃走後回家，剛好碰到爸爸歡迎自己回家，而被弟弟討厭。 | 5-7,11-12 (回憶)        |
| 王竣民 | 老王     | 馮錦榮的好友，自行車協會會長。 | 5                       |
| 侯彥西 | 年輕錦榮 | 年輕時期的馮錦榮，前馮影車隊副隊長，被沈清委派為破風手和助攻手，但因為不服氣，而跟季風開始有心結，2002年朝日醫院封院期間，擬造健保紀錄，故意隱瞞疫情。 | 6-7,11-12,15-16 (回憶)  |
| 甜妃   | 醫院老人 | 養老院病人，把馮影認錯當成自己丈夫，跟他跳舞。 | 6                       |
| 鍾倫理 | 假沈清   | 被誤以為是沈清，其實真正的名字叫沈青。 | 6                       |
| 李勁毅 | 競爭手   | 馮影敵友。 | 9                       |
| 彭碁華 | 馮影替身 | 替身馮影。 | 9                       |
| 吳慷仁 | 路人     | 在涼亭休息，看到馮影及紫琪的尷尬場面。 | 9                       |
| 邱俊儒 | 邱承儒   | 綽號：邱秋、死亡微笑。曾經是沈清的學生，颶風自行車隊新隊長，場地單車常勝軍，以爆發力強著稱，但也曾服用禁藥而被禁賽，因涉賭被教練趕出車隊，而轉戰成為地下車手。擅長平地的全能型沖刺手，在平地賽擊敗馮影，但其實是先偷跑，重賽前一刻被警察破獲地下賭局。 | 9-11,14-15              |
| 江忠明 | 盲人     | 假裝成視障路人，因為走反方向，而差點踏進馬路，被季紫琪和唐玉珍救回，其實是要與其他老人引領紫琪到馮影告白的地點。 | 10,15                   |
| 陳彩雲 | 劉陳香妹 | 2018年騎單車時，因為心肌梗塞而身亡，也是2020的季紫琪留下的預言。但馮影改變未來後，依然因為心肌埂塞而身亡，只是是因為護士引起的嚴重醫療疏失，而不是意外離世，幸好被馮影阻止。 | 13                      |
|        | 劉先生   | 神影廣告商，劉陳香妹的兒子。本來因為與公車司機相撞而死，跟媽媽同一天離世，且撤掉對贊助神影車隊，並對神影求償巨額賠款，但被馮影和季紫琪合力救援，所以決定暫緩對神影的求償，並繼續贊助神影車隊。 | 13                      |
|        | 余彼得   | 英文名字Peter Yu，萊德研究員，16年前發現Atlas特效藥配方有問題，而向週刊爆料，也擴散變種病毒，因為嚴重疏失而入獄。2018年為了重啟Atlas特效藥研發，而把星宇綁架，因為星宇有特定DNA，對原版特效藥有抗體，朝日醫院也因此需要封院處理。因為季紫琪後來成功研製新版Atlas特效藥而跟她談判時，薇薇把星宇和馮影槍殺。他在紫琪婚禮當天，送上16年前，在實驗室爆炸前的修復版監控影片，可是星宇看到影片後，跟季紫琪自首，當年也故意發生假車禍延誤馮影媽媽送院紫琪改變過去後： 因為Atlas特效藥比原本推延3天上市，Peter的兒子，甚至無數病人被救活，而停止未來一切報復行動。 | 15                      |

## 電視劇歌曲
| 曲別   | 歌名                              | 演唱者             | 作詞           | 作曲           |        |
| 片頭曲 | 咖哩番薯                          | 曹格               | 廖瑩如         | 黎偌天         |        |
| 片尾曲 | 你的名字                          | 陳零九             | 陳零九         | 陳零九         |        |
| 插曲   | 心動店員                          | 陳零九             | 陳零九         | 陳零九         |        |
| 插曲   | 已讀不回有去無回                  | 陳零九、小男孩樂團 | 陳零九         | 陳零九         | 陳零九 |
| 插曲   | 壁咚                              | 蔡黃汝             | 八三夭阿璞     | 八三夭阿璞     |        |
| 插曲   | 我不想改變世界 我只想不被世界改變 | 八三夭             | 八三夭阿璞     | 八三夭阿璞     |        |
| 插曲   | 愛上你                            | 陳葦廷             | 陳葦廷、何啟弘 | 陳葦廷、康友韋 |        |
| 插曲   | 已讀不回的愛情                    | 陳葦廷             | 宋世堯         | 宋世堯         |        |
| 插曲   | 就是我                            | 曹格               | 郭穎軒         | 曹格           |        |
| 插曲   | 也許你不懂                        | 原子邦妮           | 查查/Nu        | 查查/Nu        |        |
| 插曲   | 霓虹                              | 原子邦妮           | 查查/Nu        | 查查/Nu        |        |

## 收視率

### 台視週日首播收視率
| 臺灣 臺灣電視台 首播收视率 （AC尼爾森）                                               |                |        |      |                                                                            |
| 集數                                                                                  | 播出日期       | 收视率 | 排名 | 備註                                                                       |
| 1                                                                                     | 2017年12月10日 | 1.14   | 1    | 45至54歲女性分段收視高達2.60 15至24歲觀眾族群收視1.25 最高分段收視1.96     |
| 2                                                                                     | 2017年12月17日 | 1.19   | 1    | 15至24歲觀眾族群收視1.24 15至44歲女性族群收視1.82 25歲以上觀眾族群收視1.29 |
| 3                                                                                     | 2017年12月24日 | 0.95   | 1    |                                                                            |
| 2017年12月31日，台視因播出《2018星光璀璨迎花博台中跨年晚會 台中現場》，暫停播出一次。 |                |        |      |                                                                            |
| 4                                                                                     | 2018年1月7日   | 0.90   | 1    |                                                                            |
| 5                                                                                     | 2018年1月14日  | 0.84   | 1    |                                                                            |
| 6                                                                                     | 2018年1月21日  | 1.04   | 1    |                                                                            |
| 7                                                                                     | 2018年1月28日  | 0.91   | 1    | 15至24歲觀眾族群收視0.84 35至49歲觀眾族群收視1.41                          |
| 8                                                                                     | 2018年2月4日   | 0.84   | 2    | 同時段民視收視率0.97                                                       |
| 9                                                                                     | 2018年2月11日  | 0.87   | 2    | 15至24歲觀眾族群收視1.03 同時段民視收視率1.14                              |
| 2018年2月18日，台視因播出《初三綜藝3國智新春挑戰賽》，暫停播出一次。                  |                |        |      |                                                                            |
| 10                                                                                    | 2018年2月25日  | 0.76   | 2    | 同時段民視收視率0.90                                                       |
| 11                                                                                    | 2018年3月4日   | 0.83   | 1    | 同時段民視收視率0.78                                                       |
| 12                                                                                    | 2018年3月11日  | 0.84   | 1    | 與同時段民視收視率皆為0.84                                                 |
| 13                                                                                    | 2018年3月18日  | 0.85   | 1    |                                                                            |
| 14                                                                                    | 2018年3月25日  | 0.58   | 2    | 同時段民視收視率0.70                                                       |
| 15                                                                                    | 2018年4月1日   | 0.77   | 1    |                                                                            |
| 16                                                                                    | 2018年4月8日   | 0.91   | 1    | 最終訊息                                                                   |
| 平均收視率                                                                            | 平均收視率     | 0.89   |      |                                                                            |

1. 同时段或交叉时段主要节目：
  - 東森綜合台《獅子王強大》 ／《高塔公主》
  - 三立台灣台《超級紅人榜》
  - 民視無線台《麻醉風暴》／《那年，雨不停國》／《水源地》／《湊陣》／《起鼓·出獅》／《仲夏夜府城》／《臺北八個人》／《早安，青春》／《我愛親家》
  - 中視《中國新歌聲》
  - 華視《華視金選劇場》
2. 数据由AGB尼爾森調查，調查範圍是四歲以上收看電視之觀眾。
3. 資料來源：台灣-偶像劇場、凱絡媒體週報。

## 製作團隊
- 導演：
  - 羅安得（第1-9集）
  - 羅安得、陳宥良、陳維政（第10集）
  - 陳宥良、陳維政（第11-16集）
- 總監：楊秋蘭、王淑娟
- 監製：孫證荃
- 製作人：童胤
- 專案製作人：周曉鶯
- 執行製作人：何康祺
- 企劃：楊秉儒、唐莉雅
- 編劇：
  - 陳佩妏、鍾維恆、王宥蓁（第1集）
  - 陳佩妏、鍾維恆、諸英、王宥蓁（第2-4集）
  - 陳佩妏、鍾維恆、諸英、米非、黃詩婷、王宥蓁（第5集）
  - 陳佩妏、鍾維恆、諸英、米非、黃詩婷、王宥蓁、詹阿米（第6-7集）
  - 麥智埕、藍夢荷、陳佩妏、鍾維恆、諸英、米非、黃詩婷、王宥蓁（第8集）
  - 麥智埕、藍夢荷、王宥蓁（第9-16集）
- 編劇群：
  - 麥智埕、陳瑭羚、詹阿米（第1-4集）
  - 麥智埕、藍夢荷、詹阿米（第5集）
- 配樂製作：卓士堯、齊唯瑋、余婷暄、林緒煒、劉德明
- 製作公司：三立電視、童心娛樂製作有限公司
- 故事原創：華人創作股份有限公司
- 冠名贊助
  - 台視：大誠保險經紀人
  - 三立都會台：匯竑國際阿薩姆奶茶
  - Vidol影音：myVideo電影霸
- 技術指導：仇多明
- 動作指導：張崇玹
- 飛車特技指導：朱科豐

## 拍攝場景

### 台北市
- 台北市大同區 台北市政府警察局大同分局
- 台北市士林區 社子大橋
- 台北市中山區 大佳河濱公園
- 台北市南港區 中華科技大學實驗室

### 新北市
- 新北市蘆洲區 愛麗生婦產科診所
- 新北市平溪區 基福公路平雙隧道

### 基隆市
- 基隆市暖暖區 暖暖運動公園

### 桃園市
- 桃園市楊梅區 怡仁綜合醫院

### 高雄市
- 高雄市前鎮區夢時代購物中心時代大道
- 高雄市前鎮區 高雄展覽館

### 宜蘭縣
- 宜蘭縣五結鄉 國立傳統藝術中心

## 相關商品
- 《已讀不回的戀人 原創小說》
  - 作者：宋禹論、何沫洋、廣廈工作室
  - 監製：三立電視
  - 出版：台灣角川
  - 上市日期：2018年3月15日
- 《已讀不回的戀人 飆風男孩寫真誌》
  - 拍攝：三立電視、台灣角川
  - 監製：三立電視
  - 出版：台灣角川
  - 上市日期：2018年3月15日

## 大事記

### 2017年
- 9月23日，《已讀不回的戀人》開拍。
- 10月31日，《已讀不回的戀人》在三立華劇粉專公開[2]。
- 11月2日，《已讀不回的戀人》第一波卡司發佈會[3][4][5][6][7]
- 11月14日，《已讀不回的戀人》第二波卡司發佈會[8]，並釋出Teaser前導花絮。
- 11月23日，《已讀不回的戀人》Teaser前導預告海風日期篇釋出。
- 11月28日，《已讀不回的戀人》Promo劇情預告未來簡訊篇釋出。
- 12月1日，《已讀不回的戀人》Promo劇情預告不該已讀篇釋出。
- 12月4日，《已讀不回的戀人》序場釋出。
- 12月6日，《已讀不回的戀人》鮮肉showtime、Promo劇情預告霸道篇釋出。
- 12月8日，《已讀不回的戀人》12分鐘片花釋出。
- 12月8日，台視舉辦首映會。
- 12月10日，台視主頻首播。
- 12月14日，三立於育達高職舉辦校園特映會。
- 12月16日，三立都會台首播。
- 12月31日，台視因播出《2018星光璀璨迎花博台中跨年晚會 台中現場》，故暫停播出一次。

### 2018年
- 2月8日，《已讀不回的戀人》於三立電視舉辦邱昊奇、小薰慶生見面會。
- 3月15日，《已讀不回的戀人》原創小說及寫真誌開賣。
- 3月20日，《已讀不回的戀人》全劇殺青。
- 3月21日，《已讀不回的戀人》殺青宴。
- 3月24日，《已讀不回的戀人》與《姊的時代》於台中中友百貨聯合舉辦粉絲見面會。
- 4月1日，《已讀不回的戀人》於台北美麗華聯合舉辦見面簽書會。
- 4月8日，台視主頻播出最終回。
- 4月14日，三立都會台播出最終回。

## 外部連結
- 官方网站－台視
- 官方网站－三立
- 三立華劇的Facebook專頁
- 三立華劇的Instagram帳戶
- 已讀不回的戀人 （页面存档备份，存于）－愛奇藝
- 已讀不回的戀人 （页面存档备份，存于）－YouTube

## 作品的變遷
| 臺灣 台視主頻 每週日 22:00－23:30              | 臺灣 台視主頻 每週日 22:00－23:30                 | 臺灣 台視主頻 每週日 22:00－23:30 |
| ---------------------------------------------- | ------------------------------------------------- | --------------------------------- |
|                                                | 已讀不回的戀人 （2017年12月10日－2018年4月8日）   |                                   |
| 噗通噗通我愛你 （2017年8月6日－2017年12月3日） | 三明治女孩的逆襲 （2018年4月15日－2018年8月12日） |                                   |

| 臺灣 三立都會台 每週六 22:00－23:30             | 臺灣 三立都會台 每週六 22:00－23:30               | 臺灣 三立都會台 每週六 22:00－23:30 |
| ----------------------------------------------- | ------------------------------------------------- | ----------------------------------- |
|                                                 | 已讀不回的戀人 （2017年12月16日－2018年4月14日）  |                                     |
| 噗通噗通我愛你 （2017年8月12日－2017年12月9日） | 三明治女孩的逆襲 （2018年4月21日－2018年8月18日） |                                     |

| 香港 無綫網絡電視華語劇台 每週六 13:00－14:30   | 香港 無綫網絡電視華語劇台 每週六 13:00－14:30  | 香港 無綫網絡電視華語劇台 每週六 13:00－14:30 |
| ----------------------------------------------- | ---------------------------------------------- | --------------------------------------------- |
|                                                 | 已讀不回的戀人 （2018年2月3日－2018年5月19日） |                                               |
| 噗通噗通我愛你 （2017年9月30日－2018年1月27日） | 三明治女孩的逆襲 （2018年5月26日－2018年）     |                                               |

| 臺灣 三立綜合台 每週日 22:00－23:30 | 臺灣 三立綜合台 每週日 22:00－23:30               | 臺灣 三立綜合台 每週日 22:00－23:30 |
| ----------------------------------- | ------------------------------------------------- | ----------------------------------- |
|                                     | 已讀不回的戀人 （2018年2月18日－2018年6月3日）    |                                     |
| －                                  | 三明治女孩的逆襲 （2018年6月10日－2018年9月23日） |                                     |

| 新加坡 HUB都會台 每週日 22:15－23:45            | 新加坡 HUB都會台 每週日 22:15－23:45           | 新加坡 HUB都會台 每週日 22:15－23:45 |
| ----------------------------------------------- | ---------------------------------------------- | ------------------------------------ |
|                                                 | 已讀不回的戀人 （2018年3月4日－2018年6月24日） |                                      |
| 我的愛情不平凡 （2017年9月24日－2018年2月25日） | 姊的時代 （2018年7月1日－2018年9月30日）       |                                      |

| 马来西亚 Astro双星、Astro双星HD 星期一至五 16:00－17:00 | 马来西亚 Astro双星、Astro双星HD 星期一至五 16:00－17:00 | 马来西亚 Astro双星、Astro双星HD 星期一至五 16:00－17:00 |
| ------------------------------------------------------- | ------------------------------------------------------- | ------------------------------------------------------- |
|                                                         | 已讀不回的戀人 （2018年5月9日－2018年6月12日）          |                                                         |
| 老男孩 （2018年3月7日－2018年5月8日）                   | 我的男孩 （2018年6月13日－2018年7月25日）               |                                                         |

| 马来西亚 Astro喜悦HD 每週一至週五 13:00 - 14:00                                     | 马来西亚 Astro喜悦HD 每週一至週五 13:00 - 14:00 | 马来西亚 Astro喜悦HD 每週一至週五 13:00 - 14:00 |
| ----------------------------------------------------------------------------------- | ----------------------------------------------- | ----------------------------------------------- |
|                                                                                     | 已讀不回的戀人 （2019年1月9日-2019年2月18日）   |                                                 |
| 如朕親臨 （2018年11月14日-2018年12月20日）麻醉風暴2 （2018年12月21日-2019年1月8日） | 我的男孩 （2019年2月19日-2019年）               |                                                 |

| 越南 THVL1 日常17:30－18:30                              | 越南 THVL1 日常17:30－18:30                    | 越南 THVL1 日常17:30－18:30 |
| -------------------------------------------------------- | ---------------------------------------------- | --------------------------- |
|                                                          | 已讀不回的戀人 （2019年3月5日－2019年3月29日） |                             |
| 風水世家(第3季越南文版) （2017年12月12日－2019年3月4日） | 大時代 （2019年3月30日－2021年9月19日）        |                             |

| 三立國際台 每周六晚上22:00 - 24:00              | 三立國際台 每周六晚上22:00 - 24:00               | 三立國際台 每周六晚上22:00 - 24:00 |
| ----------------------------------------------- | ------------------------------------------------ | ---------------------------------- |
|                                                 | 已讀不回的戀人 （2021年9月25日－2021年12月25日） |                                    |
| 噗通噗通我愛你 （2021年6月12日－2021年9月18日） | 三明治女孩的逆襲 （2021年12月25日－）            |                                    |